# برنسدورف (تسویکاو)
برنسدورف (به آلمانی: Bernsdorf) یک شهر در آلمان است که در Zwickau (district) واقع شده‌است. برنسدورف ۲٬۵۰۵ نفر جمعیت دارد.